# Solheim Cup 2021
Navigation
2019 2023
La Solheim Cup 2021, dix-septième édition de la Solheim Cup, s'est déroulée du 4 au 6 septembre 2021 sur le parcours Inverness Club à Toledo, aux États-Unis. L'équipe européenne, dont la capitaine est Catriona Matthew, s'impose pour la deuxième édition consécutive sur le score 15 à 13 face à l'équipe américaine de Pat Hurst.

## Les équipes
| États-Unis                 | États-Unis                           | Europe                       | Europe                               |
| -------------------------- | ------------------------------------ | ---------------------------- | ------------------------------------ |
|                            |                                      |                              |                                      |
| Capitaines                 |                                      |                              |                                      |
| Pat Hurst                  | Pat Hurst                            | Catriona Matthew             | Catriona Matthew                     |
|                            |                                      |                              |                                      |
| Assistantes                |                                      |                              |                                      |
| Angela Stanford            | Angela Stanford                      | Laura Davies                 | Laura Davies                         |
| Michelle Wie               | Michelle Wie                         | Kathryn Imrie                | Kathryn Imrie                        |
| Stacy Lewis                | Stacy Lewis                          | Suzann Pettersen             | Suzann Pettersen                     |
| Joueuse                    | Note                                 | Joueuse                      | Note                                 |
| Lexi Thompson              | 5e participation                     | Georgia Hall                 | 3e participation                     |
| Nelly Korda                | 2e participation                     | Emily Kristine Pedersen (en) | 2e participation                     |
| Ally Ewing (McDonald) (en) | 2e participation                     | Sophia Popov                 | 1re participation                    |
| Austin Ernst (en)          | 2e participation                     | Anna Nordqvist               | 7e participation                     |
| Danielle Kang              | 3e participation                     | Carlota Ciganda              | 5e participation                     |
| Jessica Korda              | 3e participation                     | Charley Hull                 | 5e participation                     |
| Megan Khang (en)           | 2e participation                     | Melissa Reid                 | Choix du capitaine 4e participation  |
| Jennifer Kupcho            | 1re participation                    | Matilda Castren (en)         | Choix du capitaine 1re participation |
| Lizette Salas (en)         | 5e participation                     | Céline Boutier               | Choix du capitaine 2e participation  |
| Mina Harigae (en)          | Choix du capitaine 1re participation | Nanna Koerstz                | Choix du capitaine 1re participation |
| Brittany Altomare (en)     | Choix du capitaine 2e participation  | Leona Maguire (en)           | Choix du capitaine 1re participation |
| Yealimi Noh (en)           | Choix du capitaine 1re participation | Madelene Sagström (en)       | 2e participation                     |